# NGC 449
NGC 449 je galaksija u zviježđu Ribe.

## Vanjske poveznice
- SEDS: NGC 449